# Antirrhineae
Az Antirrhineae az ajakosvirágúak (Lamiales) rendjébe tartozó útifűfélék (Plantaginaceae) családjának egyik nemzetségcsoportja. Egyes rendszerezők két alnemzetségcsoportra (Antirrhininae és Maurandyinae) bontják.

## Jellemzése
Sarkantyús pártája kétajkú, de zárt — legfeljebb kinyílik (tátogat). E növények portokja eleinte zárt, majd hosszanti irányban vagy spirálisan felnyílik, hogy a virágpor kiszabadulhasson.

## Rendszertani felosztása alnemzetségcsoportok nélkül
Egyes, hagyományos rendszertanok a nemzetségcsoport több nemzetségét is összevonják a görvélyfűfélékkel (Scrophulariaceae), és ezért a családot tátogatóféléknek nevezik.
- Acanthorrhinum nemzetség egy fajjal
  - Acanthorrhinum ramosissimum
- Albraunia nemzetség egy fajjal
  - Albraunia foveopilosa
- Anarrhinum nemzetség három fajjal:
  - Anarrhinum bellidifolium
  - Anarrhinum corsicum
  - Anarrhinum fruticosum
- oroszlánszáj (Antirrhinum) nemzetség
- Asarina nemzetség
  - Asarina barclaiana
  - kúszó csigalevél (Asarina procumbens)
  - futó oroszlánszáj (Asarina scandens)
  - Asarina sp. 104/99
- Chaenorhinum nemzetség
  - Chaenorhinum minus
  - Chaenorhinum origanifolium
    - Chaenorhinum origanifolium subsp. crassifolium

  - Chaenorhinum tenellum
  - Chaenorhinum villosum
- pintyő (Cymbalaria) nemzetség
  - kőfali pintyő (Cymbalaria muralis)
  - Cymbalaria sp. MVSP-2007
- Galvezia nemzetség négy fajjal
  - Galvezia fruticosa
  - Galvezia juncea
  - Galvezia limensis
  - Galvezia speciosa
- Gambelia nemzetség egy fajjal
  - Gambelia speciosa
- Holmgrenanthe nemzetség egy fajjal
  - Holmgrenanthe petrophila (rocklady)
- Holzneria nemzetség egy fajjal
  - Holzneria spicata
- Howelliella nemzetség egy fajjal
  - Howelliella ovata
- Kickxia nemzetség három fajjal
  - cseplesz tátika (Kickxia elatine)
  - Kickxia gracilis
  - kétszínű tátika (Kickxia spuria)
- Linaria  nemzetség (gyújtoványfű)
  - havasi gyújtoványfű (Linaria alpina)
  - Linaria amethystea
  - keskenylevelű gyújtoványfű (Linaria angustissima)
  - rekettyelevelű gyújtoványfű (Linaria genistifolia)
  - Linaria hirta
  - Linaria maroccana
  - Linaria micrantha
  - Linaria repens
  - Linaria spartea
  - Linaria triornithophora (madár-gyújtoványfű)
  - Linaria tristis
  - közönséges gyújtoványfű (Linaria vulgaris)
  - Linaria sp. JA-2007
- Lophospermum nemzetség
  - Lophospermum erubescens
  - Lophospermum scandens
  - Lophospermum sp. 91/97
- Mabrya nemzetség egy fajjal
  - Mabrya acerifolia
- Maurandella nemzetség egy fajjal
  - Maurandella antirrhiniflora
- Maurandya nemzetség három fajjal
  - Maurandya antirrhiniflora
  - Maurandya scandens
  - Maurandya wislizeni
- Misopates  nemzetség (weasel's snout)
  - Misopates calycinum
  - vetési oroszlánszáj (Misopates orontium)
- Mohavea nemzetség két fajjal
  - Mohavea breviflora
  - Mohavea confertiflora
- Nuttallanthus nemzetség két fajjal
  - Nuttallanthus canadensis (Canada toadflax)
  - Nuttallanthus texanus (Texas toadflax)
- Pseudomisopates nemzetség egy fajjal
  - Pseudomisopates rivas-martinezii
- Rhodochiton nemzetség
  - rózsalepel (Rhodochiton atrosanguineum)
  - Rhodochiton sp. 71/99
- Schweinfurthia nemzetség
  - Schweinfurthia imbricata
  - Schweinfurthia latifolia
  - Schweinfurthia papilionacea
  - Schweinfurthia pedicellata
  - Schweinfurthia pterosperma
  - Schweinfurthia spinosa